# Ille Gebeshuber
Ille Gebeshuber (* 10. April 1969 in Bruck an der Mur) (eigentlich Ilse Christine Gebeshuber) ist eine österreichische Physikerin mit den Arbeitsschwerpunkten Nanophysik und Biomimetik.

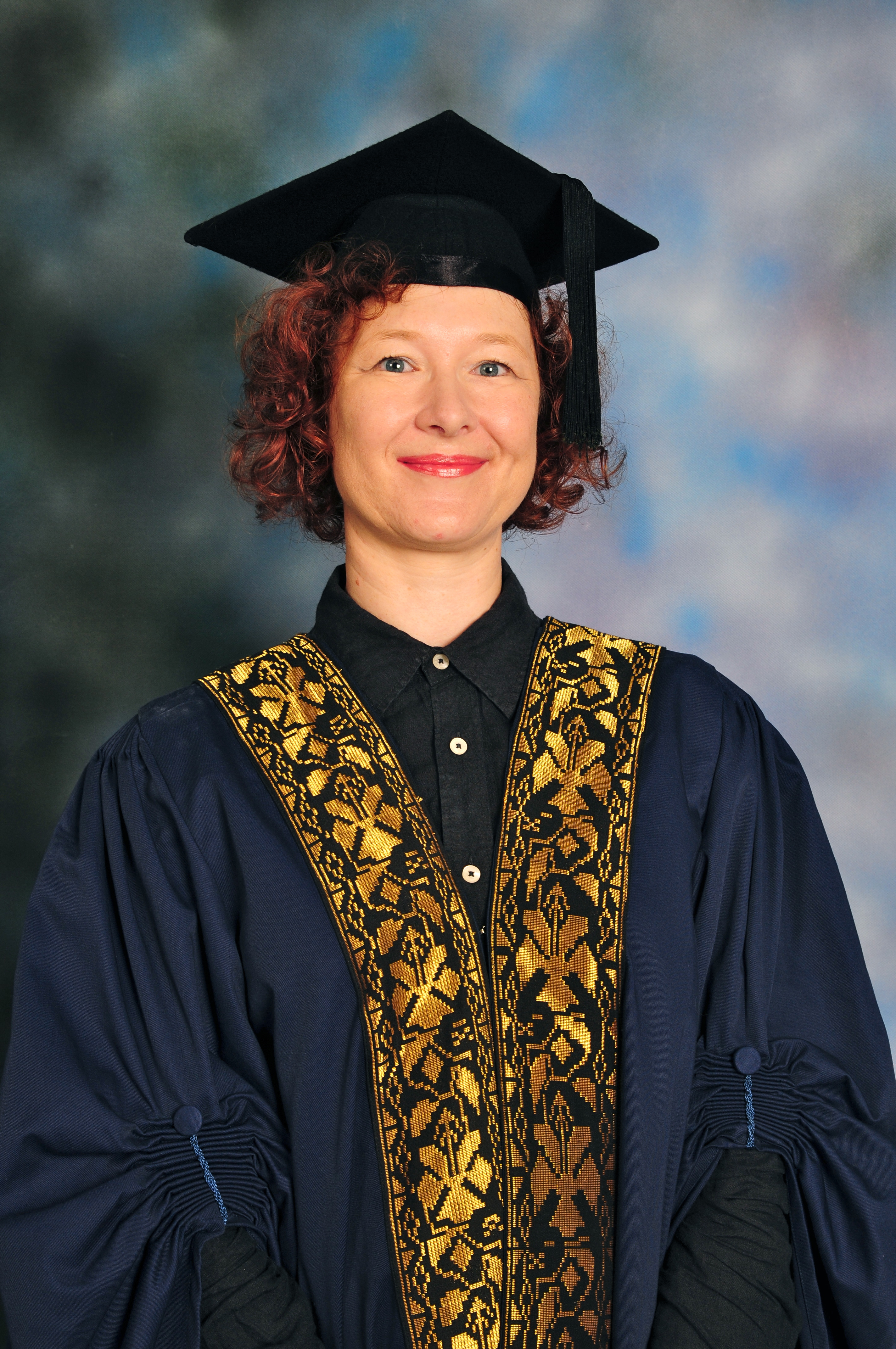
Ille C. Gebeshuber anlässlich ihres Inaugurationsvortrages an der Nationalen Universität von Malaysia, 2011.

## Leben
Sie besuchte das Bundesgymnasium in Kapfenberg und maturierte 1987. Daran anschließend absolvierte sie ein Studium der Technischen Physik an der TU Wien. 2008 erfolgte die Habilitation in Experimentalphysik (Habilitationsschrift: Nanoscience on Surfaces). Von Anfang 2009 bis 2015 war Ille Gebeshuber Professorin (Full Professor of Physics) am Institute of Microengineering and Nanoelectronics (IMEN) der Nationalen Universität Malaysia; seit 2016 ist sie als assoziierte Professorin am Institut für Angewandte Physik (IAP) der TU Wien tätig.
Sie hat ihren Vornamen von „Ilse“ auf „Ille“ geändert, um in einer Zeit, in der Frauen in der Wissenschaft oft gering geschätzt wurden, mit ihren Publikationen nicht sofort als Frau aufzufallen.
2017 wurde sie als Österreicherin des Jahres in der Kategorie Forschung ausgezeichnet. Im Jahr 2018 erhielt sie den Look! Business Award im Bereich Mint Industries. Im März 2025 wurde sie Physikerin des Monats bei der Österreichischen Physikalischen Gesellschaft.

## Leistungen
Ille Gebeshubers Hauptarbeitsgebiete sind Nanotechnologie, (Nano-)Tribologie und Biomimetik. Im November 2008 habilitierte sie an der TU Wien für Experimentalphysik mit einer Arbeit über Nanophysik an Oberflächen und wurde dort im folgenden Jahr zur assoziierten Professorin ernannt. Von 2009 bis 2015 war sie Professorin an der Nationalen Universität Malaysia. Anschließend kehrte sie an die TU Wien zurück.
Sie beschäftigt sich mit der Frage, wie Nanotechnologie und Biomimetik dabei helfen können, den globalen Problemen zu begegnen. Ein Beispiel für diesen Ansatz sind die in der Biologie auftretenden Strukturfarben, die durch Interferenz an nanoskopischen Strukturen entstehen und deren effiziente und umweltverträgliche Herstellung Gebeshuber untersucht. Um die Lebensgrundlagen der Menschheit langfristig zu sichern, ist nach Gebeshubers Ansicht „disruptive Innovation“ nötig. Um dies zu erreichen, verfolgt sie in ihrer Forschung aus der Biologie inspirierte Ansätze, wie „Materialien, Strukturen und Prozesse“ nachhaltig gestaltet werden könnten.